# Paederieae
Paederieae es una tribu de plantas perteneciente a la familia Rubiaceae.

## Géneros
Según wikispecies
- Paederia - Saprosma - Serissa - Spermadictyon

Según NCBI
- Leptodermis - Paederia - Serissa - Spermadictyon[1]